# Dendronephthya decussatospinosa
Dendronephthya decussatospinosa is een zachte koraalsoort uit de familie Nephtheidae. De koraalsoort komt uit het geslacht Dendronephthya. Dendronephthya decussatospinosa werd in 1952 voor het eerst wetenschappelijk beschreven door Utinomi. 